# Chandrika Kumaratunga
Chandrika Bandaranaike Kumaratunga (in singalese චන්ද්රිකා බණ්ඩාරනායක කුමාරතුංග; Colombo, 29 giugno 1945) è una politica cingalese.
È stata Presidente dello Sri Lanka dal 12 novembre 1994 al 19 novembre 2005.

## Biografia
Figlia di due ex primi ministri, fu la prima e unica donna Presidente dello Sri Lanka a quella data. Fu Primo ministro dal 19 agosto 1994 al 12 novembre 1994.
Era figlia dell'ex Primo ministro e ministro Solomon West Ridgeway Dias Bandaranaike che venne assassinato nel 1959, e la cui vedova, Sirimavo Bandaranaike, la madre di Chandrika, divenne a sua volta Primo ministro.
Chandrika Bandaranaike sposò l'attore e politico Vijaya Kumaratunga che venne assassinato nel 1988. Il 18 dicembre 1999 lei stessa fu vittima di un attentato da parte delle Tigri Tamil durante una manifestazione al municipio di Colombo, in cui perse l'occhio destro.